# Lista över Uruguays presidenter

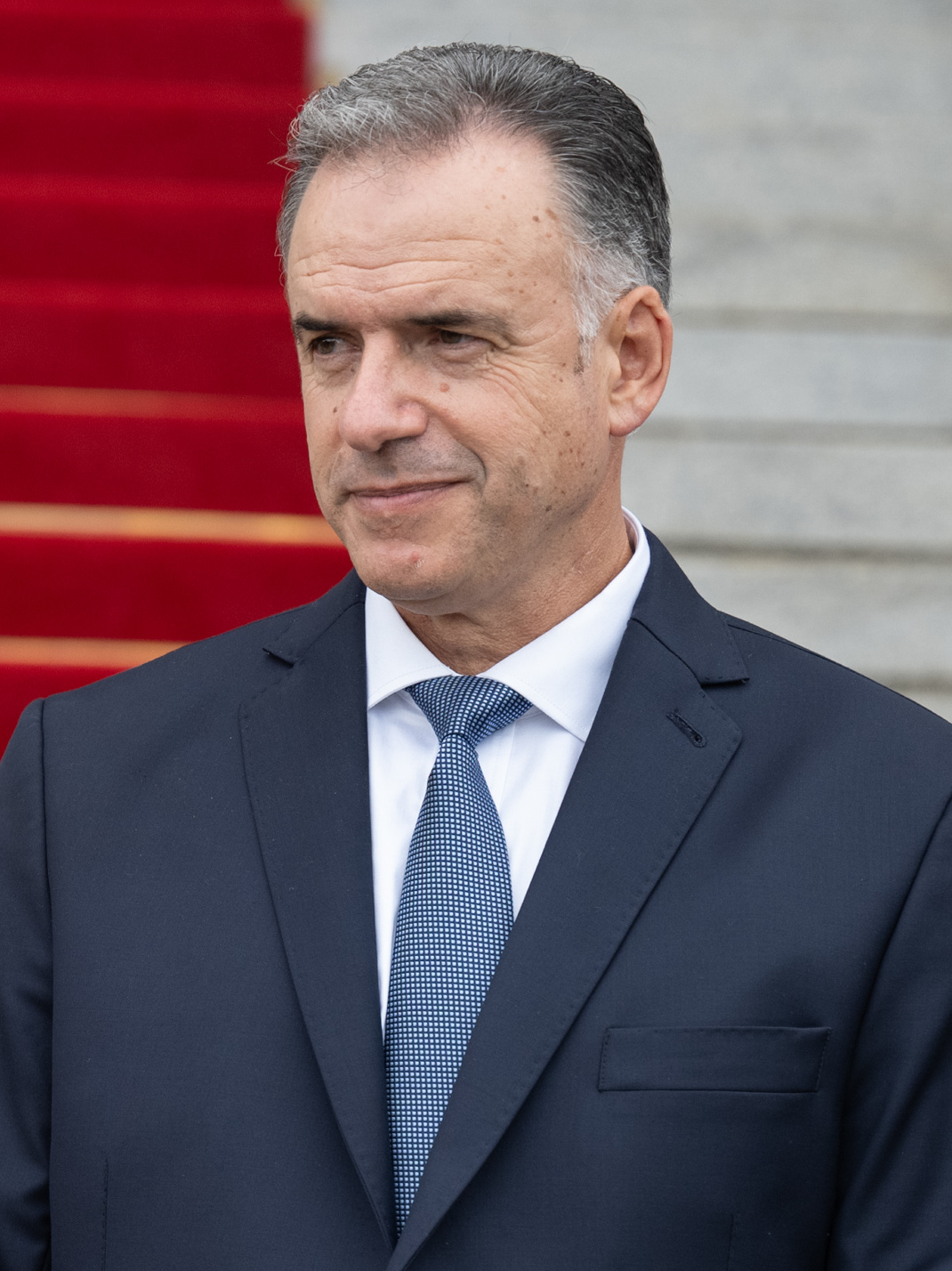
Yamandú Orsi är Uruguays president sedan 1 mars 2025.

Lista över Uruguays presidenter
| Från-till | Namn                      |
| 1830–1834 | Fructuoso Rivera          |
| 1834–1835 | Carlos Anaya              |
| 1835–1838 | Manuel Oribe              |
| 1838      | Gabriel Antonio Pereira   |
| 1838–1839 | Fructuoso Rivera          |
| 1839      | Gabriel Antonio Pereira   |
| 1839–1843 | Fructuoso Rivera          |
| 1843–1852 | Joaquín Suárez de Rondelo |
| 1852      | Bernardo Berro            |
| 1852–1853 | Juan Francisco Giró       |
| 1853–1854 | Övergångsregering         |
| 1854–1855 | Venancio Flores           |
| 1855–1856 | Manuel Basilio Bustamante |
| 1856      | José María Plá            |
| 1856–1860 | Gabriel Antonio Pereira   |
| 1860–1864 | Bernardo Berro            |
| 1864–1865 | Atanasio Aguirre          |
| 1865      | Tomás Villalba            |
| 1865–1868 | Venancio Flores           |
| 1868      | Pedro Varela              |
| 1868–1872 | Lorenzo Batlle y Grau     |
| 1872-1873 | Tomás Gomensoro           |
| 1873–1875 | José Eugenio Ellauri      |
| 1875      | Pedro Varela              |
| 1875      | Pedro Carve               |
| 1875–1876 | Pedro Varela              |
| 1876-1879 | Lorenzo Latorre           |
| 1879      | Francisco Antonino Vidal  |
| 1879–1880 | Lorenzo Latorre           |
| 1880-1882 | Francisco Antonino Vidal  |
| 1882      | Alberto Flangini          |
| 1882–1886 | Máximo Santos             |
| 1886      | Francisco Antonino Vidal  |
| 1886      | Máximo Santos             |
| 1886–1890 | Máximo Tajes              |
| 1890–1894 | Julio Herrera y Obes      |
| 1894      | Duncan Stéwart            |
| 1894–1897 | Juan Idiarte Borda        |
| 1897–1899 | Juan Lindolfo Cuestas     |
| 1899      | José Batlle y Ordóñez     |
| 1899–1903 | Juan Lindolfo Cuestas     |
| 1903–1907 | José Batlle y Ordóñez     |
| 1907–1911 | Claudio Wílliman          |
| 1911–1915 | José Batlle y Ordóñez     |
| 1915–1919 | Feliciano Viera           |
| 1919–1923 | Baltasar Brum             |
| 1923–1927 | José Serrato              |
| 1927–1931 | Juan Campisteguy          |
| 1931–1938 | Gabriel Terra             |
| 1938–1943 | Alfredo Baldomir          |
| 1943–1947 | Juan José de Amézaga      |
| 1947      | Tomás Berreta             |
| 1947–1951 | Luis Batlle Berres        |
| 1951–1955 | Andrés Martínez Trueba    |
| 1955–1956 | Luis Batlle Berres        |
| 1956–1957 | Alberto Fermín Zubiría    |
| 1957–1958 | Arturo Lezama             |
| 1958–1959 | Carlos Fischer            |
| 1959–1960 | Martín Echegoyen          |
| 1960–1961 | Benito Nardone            |
| 1961–1962 | Eduardo Víctor Haedo      |
| 1962–1963 | Faustino Harrison         |
| 1963–1964 | Daniel Fernández Crespo   |
| 1964–1965 | Luis Giannattasio         |
| 1965–1966 | Washington Beltrán        |
| 1966–1967 | Alberto Héber Usher       |
| 1967      | Oscar Diego Gestido       |
| 1967–1972 | Jorge Pacheco Areco       |
| 1972–1976 | Juan María Bordaberry     |
| 1976      | Alberto Demicheli         |
| 1976–1981 | Aparicio Méndez           |
| 1981–1985 | Gregorio Álvarez          |
| 1985      | Rafael Addiego Bruno      |
| 1985–1990 | Julio María Sanguinetti   |
| 1990–1995 | Luis Alberto Lacalle      |
| 1995–2000 | Julio María Sanguinetti   |
| 2000–2005 | Jorge Batlle              |
| 2005–2010 | Tabaré Vázquez            |
| 2010–2015 | José Mujica               |
| 2015–2020 | Tabaré Vázquez            |
| 2020–2025 | Luis Alberto Lacalle Pou  |
| 2025–     | Yamandú Orsi              |